# Ральф де Норвіч

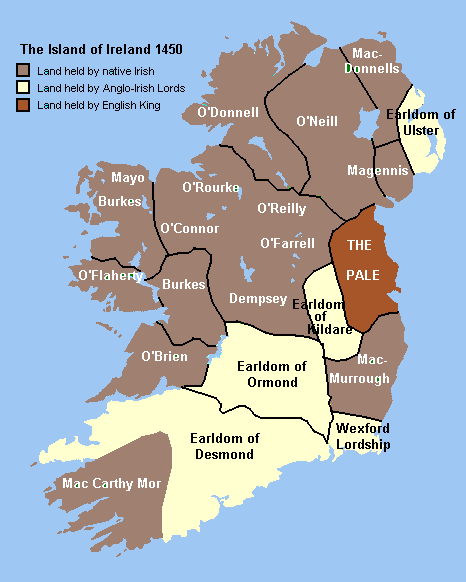
Ірландія в середні віки. Показані англійські володіння, володіння графів Ормонд та Фіцджеральд, володіння незалежних ірландських кланів та королівств.

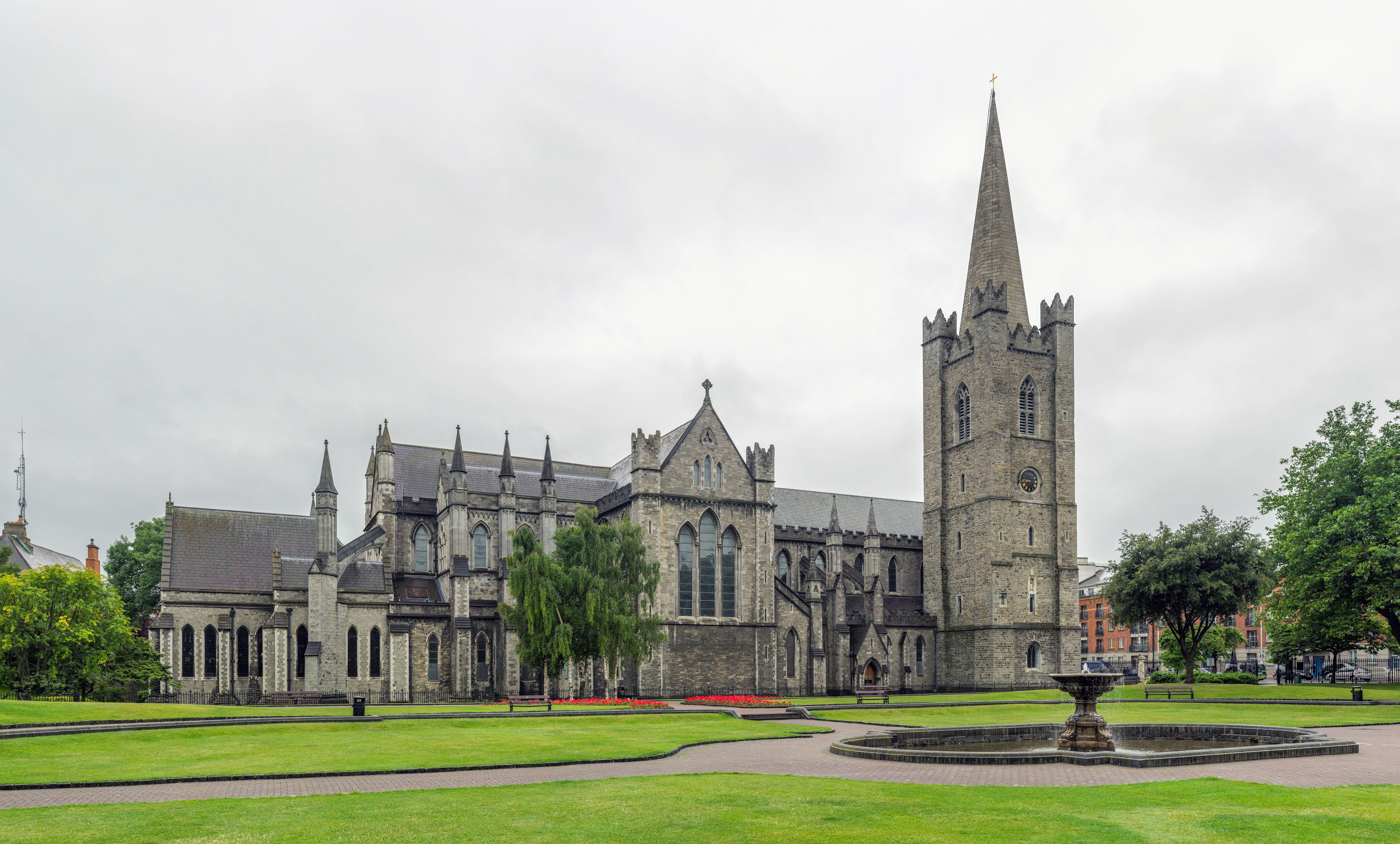
Собор Святого Патріка, Дублін: Ральф де Норвіч був у цьому соборі рукоположений на архієпископа.

Ральф де Норвіч (англ. -Ralph de Norwich)  (біля 1180 – 1259) – відомий ірландський політик, суддя, юрист, священик, державний та церковний діяч англійського походження, лорд-канцлер Ірландії, слуга корони Англії, чиновник королів Англії та Ірландії Джона І Безземельного та Генріха ІІІ,  архієпископ Дубліна з 1256 року, але на його обрання на цю посаду наклав заборону Папа на тій підставі, що Ральф де Норвіч не дивлячись на духовний сан був світським чиновником і виконував волю виключно короля  

## Життєпис

### Ранні роки
Ральф де Норвіч народився в Норвічі, Англія, походив із заможної родини середнього класу. Пізніші згадки про нього як про «Майстра Ральфа» свідчать про те, що він мав освіту та університетський науковий ступінь. Він прийняв сан священика, але (це було загальновизнано ще за його життя) він не був особливо побожною людиною, ведучи «розкішний» за тодішніми рівнями спосіб життя і був абсолютно світською людиною і щодо світогляду, і щодо побуту.
Вперше про Ральфа де Норвіча повідомляють як про чиновника Корони Англії та Ірландії у 1214 році. Він поїхав до Ірландії в 1216 році, коли король назвав його «нашим писарем».  Корона надіслала його з повідомленням до Юстиціарія Ірландії Джеффрі де Маріско, і він повернувся до Англії з відповіддю від Джеффрі королю. Протягом наступного десятиліття він перетнув Ірландське море щонайменше шість разів у справах Корони Англії. Він обіймав різні посади, включно з посадою королівського посланця і чиновника казначейства Ірландії. Йому було надано роль керуючого справами торгівлі шерстю, і отримав опіку над маєтками низки «великих лордів». Його посада при дворі короля призвела до отримання кількох бенефіцій в Англії та Ірландії, в тому числі посаду каноніка собору Святого Патріка, Дублін, Ірландія у 1227 році. З іншого боку, король змусив його відмовитися від бенефіції в єпархії графства Міт на тій підставі, що король ніколи не схвалював обрання Джефрі де Кьюсака, єпископа, що надав йому ці бенефіції. У 1227 році Ральф де Новіч отримав тимчасові повноваження архієпархії Кашел і єпархії Емлі, вибори тоді вважалися спірними і король Англії хотів, щоб єпископом Емлі стала для нього своя людина  на цю посаду канцлерпом собору Емлі зрештою було обрано Джона Коллінгема. Ральф де Норвіч проводив усе більше часу в Ірландії, де придбав чисельні землі.

### Служба в казначействі
У 1229 році він був одним із високопосадовців, які консультували ірландських єпископів і духовенство щодо стягнення податків або «допомоги» однієї шістнадцятої частини церковних бенефіцій. Стягнення податків було дуже успішним, і в 1230 році ірландська адміністрація надіслала королю Англії 2000 марок (дуже велика сума на той час, особливо в Ірландії, якій хронічно бракувало грошей), зібраних юстиціарем Річардом Мором де Бургом, із різних прибутків. У 1231 році про смерть Ральфа де Новіча було широко, але помилково повідомлено, зокрема в «Анналах Дунстебл». Це повідомлення набуло такого широкого розголосу в Ірландії і мало такий резонанс, що король Англії навіть мусив видати окрему постанову, де проголошувалось, що Ральф де Норвіч живий і здоровий. 

### Лорд-канцлер Ірландії
Ральф де Норвіч мав значний досвід роботи юристом та суддею в Англії, вперше був призначений одним із суддів для євреїв у 1227 році, потім суддею Королівської Судової Лави в Ірландії в 1230 – 1234 роках, і, нарешті, отримав посаду мандрівного судді приблизно в 1235 році. Безсумнівно, завдяки своєму тривалому досвіду на посаді судді він був призначений лорд-канцлером Ірландії в 1249 році, із зарплатою 60 марок на рік, доки не буде передбачено щедріший розмір. Кажуть, що на посаді лорд-канцлера Ірландії він мав великий вплив на мандрівних суддів.

### Марні спроби отримати посаду архієпископа Дубліна
У 1256 році, після смерті архієпископа Люка, Ральф де Норвіч був обраний його колегами-каноніками собору Святого Патріка (це була звичайна процедура того часу) на посаду архієпископа Дубліна.  Король погодився з цим, але Папа Олександр IV, чиї стосунки з королем Генріхом ІІІ вже були напруженими, отримав несприятливі звіти про характер Ральфа де Норвіча від англійських представників при Папському дворі і відхилив це призначення. Справжні причини полягали в тому, що, незважаючи на його духовні посади, Ральф де Норвіч жив суто світським життям і що він був повністю відданий інтересам короля. Папа рішуче розкритикував виборців за їхній вибір. Цю погану думку про Ральфа повторює літописець Метью Паріс, що описав його як дотепного клерка, що веде розкішний спосіб життя, і більш придатного до життя при Королівському дворі, ніж у церкві. Париж, як і Папа Римський, засудив обрання на високу духовну посаду людини, яка була «повністю світською» і «цілком зайнята справами короля і справами Казначейства Ірландії». Архієпископом Дубліна став Фулк Бассет (також відомий як Фулк де Сендфорд).
У 1256 році Ральф де Норвіч передав Велику Державну Печатку Ірландії майбутньому королю Англії та Ірландії Едуарду I і повернувся жити до Англії. У 1258 році він знову виконував обов’язки мандрівного судді й, очевидно, помер наступного року.